# Heterachthes xenocerus
Heterachthes xenocerus là một loài bọ cánh cứng trong họ Cerambycidae.